# Film and Drama Youth Organisation
Film and Drama Youth Organisation es una compañía cinematográfica india de lengua mizo con sede en Aizawl.

## Filmografía
- Chhingkual Lanu (2002)
- I Tello Chuan (2003)
- Men in Blue (2004)
- Zodinpuii (desconocido, posiblemente 2011)
- Mawia te Chhungkua (desconocido)
- Khuanu Samsuih (2014)
- Khuanu Samsuih II (2016)
- Ka Hnenah a awm (2016)
- Aizawl Khawpui Traffic Jam Hi (2017)
- Favang (2017)
- Tluangtei (2017)

- Datos: Q42216471